# Popular
Popular è una serie televisiva statunitense scritta da Ryan Murphy (Nip/Tuck, Glee, American Horror Story e The New Normal) e da Gina Matthews (What Women Want, Jake 2.0), le cui protagoniste sono due adolescenti completamente opposte nella vita, nei gusti e nella scala di popolarità della loro scuola, ma che vengono costrette a coabitare quando i loro genitori single si conoscono e decidono di convivere.
A differenza di altri teen-drama, Popular racconta storie che non potrebbero mai accadere nella vita reale, ma paradossalmente è il teen-drama che più rispecchia la vita liceale. Lo show, nel corso delle due stagioni, ha visto introdurre vari personaggi secondari che hanno progressivamente acquisito grande importanza nello show.

## Trama
Brooke McQueen e Sam McPherson sono due studentesse della high school. Sono due spiriti opposti: mentre la prima è la cheerleader più popolare della scuola, la seconda viene snobbata da tutti, tranne che dal suo gruppetto di amici anch'essi molto impopolari. Un giorno i rispettivi genitori, il padre di Brooke e la madre di Sam, decidono di sposarsi, costringendo così le due giovani ad adattarsi a vivere insieme. Inizialmente le due si odiano profondamente, ma col tempo iniziano a diventare amiche e ad avvicinarsi l'una all'altra. Questo però porta a divergenze con i loro gruppi di amici, che però vengono lentamente appianate.
Dei due gruppi nemici fanno parte le migliori amiche delle due protagoniste, ossia da una parte Lily, la caparbia ambientalista e vegetariana che tentenna sulla sua eterosessualità e Carmen, complessata, che cerca a tutti i costi di entrare a far parte del gruppo delle cheerleader. Le amiche di Brooke sono invece la frivola Mary Cherry e la diabolica Nicole Julian, che svolge il ruolo di volta in volta della perfida dea discordia, sempre pronta a giocare con sentimenti e debolezze dei compagni di classe e di scuola.
Non manca del resto la componente maschile, che vede schierato da una parte il timido ma simpatico Harrison, migliore amico di Sam e il belloccio della scuola Josh, accompagnato dall'inseparabile amico nonché compagno di squadra Sugar Daddy.
La trama della serie è caratterizzata dal dualismo tra l'ironia e il dramma, infatti se da una parte la narrativa degli episodi viene trattata con un umorismo surreale dall'altra vengono esplorate con sofferenza varie problematiche tipiche dell'età adolescenziale quali il divorzio, il bullismo, il senso di inadeguatezza e la morte.
La serie prende spunto anche da film horror di successo come So cosa hai fatto (I Know What You Did Last Summer), facendone la parodia nell'episodio I Know What You Did Last Spring Break! (Pausa primaverile) dove un killer vuole uccidere i ragazzi per aver annullato dei biglietti aerei.
Sempre in tema di parodie, risalta particolarmente l'episodio conclusivo della prima stagione, dal titolo Two Weddings and a Funeral (Due matrimoni e un funerale): si hanno tantissime scene spettacolari, tra cui la parte musical, recitata, ballata e cantata da tutti i personaggi della serie. Il cliffhanger si è risolto poi nel primo episodio della stagione successiva.

## Episodi
Lo show è stato trasmesso dalla WB negli Stati Uniti d'America dal 29 settembre 1999 al 18 maggio 2001, su Rai 2 dal 16 giugno 2003 al 15 agosto 2003 (repliche estive nel 2005) e su MTV nella primavera del 2007. Da mercoledì 1º agosto 2007 (e successivamente dal lunedì al venerdì), MTV trasmette in replica la serie dall'episodio pilota alle ore 20:00. Da lunedì 6 febbraio 2012 Deejay TV lo ripropone dal lunedì al venerdì alle ore 14
| Stagione         | Episodi | Prima TV originale | Prima TV Italia |
| ---------------- | ------- | ------------------ | --------------- |
| Prima stagione   | 22      | 1999-2000          | 2003            |
| Seconda stagione | 21      | 2000-2001          | 2003            |

## Personaggi

### Popolari
- Brooke McQueen (stagioni 1-2), interpretata da Leslie Bibb e doppiata da Ilaria Latini.
È la ragazza più popolare della scuola da quando è una cheerleader ed esce con Josh Ford, il quarterback della squadra di football. Al secondo anno (nella prima stagione della serie) è stata la reginetta della scuola mentre al terzo si candida contro Harrison per essere il presidente ma appena scoperto che il ragazzo ha il cancro, presa dal rimorso per aver condotto la sua campagna contro di lui si ritira facendo vincere April Tuna. Dietro l'apparenza di ragazza perfetta si nasconde una ragazzina che soffre per l'abbandono della madre e i suoi problemi di anoressia. All'inizio lei e Sam si odiano ma dopo essere diventate sorelle saranno legate da un profondo affetto. Tuttavia sua madre torna a Los Angeles e tenta di far riavvicinare i suoi genitori e non riuscendoci, decide di trasferirsi a San Francisco con lei, ma rendendosi conto di quanto amore le ha dato suo padre rimane a casa sua, con una famiglia allargata dall'arrivo di una sorellina, MacKenzie, che lei stessa e Sam hanno fatto nascere in cucina a casa sua. Perde la verginità con Josh ma poi lui la lascia quando capisce di amare Lily, tuttavia Brooke capisce di amare Harrison facendo l'amore con lui, ciò spingerà lei e Sam a riaccendere la loro rivalità in quanto entrambe innamorate di lui.
- Nicole Julian (stagioni 1-2), interpretata da Tammy Lynn Michaels e doppiata da Laura Latini.
 Bella, ricca, popolare e perfida. È la migliore amica di Brooke, ma alla fine lei vede solo il suo tornaconto. Anche lei ha sofferto come Brooke dato che da bambina non aveva amici e veniva derisa. La paura di essere quella bambina l'ha fatta diventare una ragazza perfida e viziata. Ha una personalità sardonica nonché molto assolutistica. Tuttavia talvolta ha avuto un lato buono, ad esempio ha donato il suo midollo ad Harrison per combattere il cancro che lo stava uccidendo. È stata adottata e la sua madre naturale è apparentemente morta, era una ragazza adolescente, diede alla luce Nicole a Fontana, lei venne adottata solo perché i suoi genitori adottivi volevano salvare il proprio matrimonio, benché comunque abbiano ugualmente divorziato, Nicole vive con la madre, la quale pur volendole bene a modo suo, raramente le dà affetto. Dopo alcune subdole manovre e con la collaborazione di un filmato porno riesce a spodestare April Tuna dal trono di presidente ed a eliminare il club delle cheerleader. Nell'ultima puntata romperà definitivamente la sua amicizia con Brooke e la investirà guidando ubriaca.
- Mary Cherry (stagioni 1-2), interpretata da Leslie Grossman e doppiata da Valentina Mari.
Ricchissima e bionda ereditiera, sua madre è un'imprenditrice. Ha tutto ma non conosce l'affetto e il calore di una famiglia ed è snobbata e trascurata dalla madre (soprattutto da quando ha sposato Erik Estrada). È segretamente innamorata di Harrison, l'unico veramente gentile con lei. Appare come una ragazza dalla voce melliflua e dai modi bizzarri e tutti la credono ritardata quando invece è una ragazza molto intelligente. È il personaggio più comico della serie. È entrata nelle cheerleader (grazie a Nicole) solo perché è ricca. Mary Cherry è ben consapevole che tutti a scuola la reputano una sciocca. Dalla nascita è affetta da sindattilia, la madre la portò in Svizzera per farla operare, solo le mani (attraverso 12 interventi) hanno ricevuto il dono della normalità, i piedi sono tutt'ora palmati. Scopre di avere una sorella gemella nel Bronx, B.Ho che le ruba il posto e viene chiusa in un orfanotrofio nell'ultima puntata.
- Joshua "Josh" Ford (stagioni 1-2), interpretato da Bryce Johnson e doppiato da Francesco Pezzulli.
È il quarterback della squadra di football del liceo Kennedy ma il suo sogno è quello di studiare canto e recitazione. Nelle prime puntate è il ragazzo di Brooke con la quale hanno un rapporto tipo "Barbie & Ken", come li definiscono Sam e i suoi amici e rompono a causa della superficialità del rapporto. Successivamente ha una breve relazione con Carmen prima di tornare con Brooke. Contrariamente a Brooke e alle sue amiche, lui non dà tanta importanza alla popolarità scolastica. La sua è una famiglia infelice, specialmente per colpa del carattere rigido e autoritario del padre, Josh ha due fratelli maggiori i quali entrambi odiano la figura paterna. Nella seconda stagione i suoi genitori divorziano e lui segue sua madre e inizia a condurre una vita modesta. Dopo un esperimento sull'alchimia tra coppie si innamora di Lily, con cui è felice. Lei lo completa e non riesce a seguire la madre nel Minnesota, dove aveva trovato lavoro e sposa Lily, trasferendosi nel seminterrato della Glass, con dei risvolti catastrofici.
- Michael "Sugar Daddy" Bernardino (stagioni 1-2), interpretato da Ron Lester e doppiato da Leonardo Graziano.
La sua mole notevole gli impedisce di praticare il wrestling, ma non gli impedisce di essere un ottimo rapper e di avere una ragazza, Exquisite Woo, una studentessa cinese. Il suo peso lo ha fatto soffrire, dato che non si sentiva accettato ma grazie ad Exquisite e ai suoi amici è riuscito ad essere felice. Dopo che Josh si è fidanzato con Lily, sentendosi trascurato, trova un amico in George Austin, ma rischia di perdere anche questo dato che si comporta in modo invadente. Alla fine si riappacifica sia con Josh che con George, rimanendo amici per la pelle.
- George Austin (stagione 2), interpretato da Anthony Montgomery e doppiato da Corrado Conforti.
Arriva nella seconda stagione, è la nuova stella del football del Kennedy. È un ragazzo intelligente, simpatico e spigliato. Ha una storia con Sam, non approvata dalle ragazze nere della scuola e apparentemente non approvata da sua nonna, dato che suo fratello usciva con una ragazza bianca e questo metterà in crisi la loro relazione. Alla fine George scoprirà che sua nonna adora Sam e non approvava la ragazza bianca per via del suo carattere dispotico. Il bacio tra Sam e Harrison mette fine definitivamente alla loro storia. Al ballo scolastico inviterà Nicole, ma ci ripenserà dopo essere stato avvertito da Brooke dalla pericolosità della ragazza, che porterà la fine dell'amicizia tra Brooke e Nicole ad una fine orribile.
- Poppita "Poppy" Fresh (stagione 1), interpretata da Anel Lopez Gorham. 
Appare solo nella prima stagione. È una cheerleader amica di Nicole e Mary Cherry.

### Impopolari
- Samantha "Sam" McPherson (stagioni 1-2), interpretata da Carly Pope e doppiata da Stella Musy.
Fa parte del giornale della scuola, è una ragazza carina, dalle basi morali solide ma dai pregiudizi facili. All'inizio odia Brooke perché la ritiene un'ochetta frivola e stupida, ma verrà costretta dalla madre, Jane, a vivere sotto lo stesso tetto della ragazza e di suo padre, Mike. Suo padre, un giornalista, è morto quando aveva 13 anni. È ancora vergine. Ha collaborato con Brooke per dividere i loro rispettivi genitori ma finiranno per accettare il matrimonio rendendosi conto di aver urtato non poco i sentimenti di Mike e Jane. Quando sua madre sorprende Mike e Kelly, la madre di Brooke ed ex-moglie di Mike a baciarsi si trasferisce con lei in un motel e si rende conto che sua madre è incinta. Dopo che i McQueen-McPherson si sono riappacificati, Sam ha una relazione con George Austin, per cui concorrerà per essere reginetta della scuola, la sua storia sarà compromessa da un bacio con Harrison, di cui si scopre innamorata. I suoi migliori amici sono Lily, Carmen, e ovviamente Harrison. Ha avuto una breve infatuazione (ricambiata) per Josh, ma poi intraprende una relazione seria con George, ma poi i due si lasciando quando appare sempre più evidente che Sam non riesce più a celare il suo amore per Harrison. Aiuterà sua madre a far partorire Jane grazie a Brooke.
- Harrison John (stagioni 1-2), interpretato da Christopher Gorham e doppiato da Stefano Crescentini.
È un ragazzo carino e molto intelligente, ed è stato innamorato di Brooke per tantissimi anni, i due erano molto amici durante l'infanzia ma a poco a poco si innamorerà di Sam. Sarà il motivo della rottura tra Sam e George. Fondamentalmente è un bravo ragazzo, tuttavia il suo amore per Sam fa spesso emergere un lato diverso del proprio carattere, subdolo e manipolatore. Ha provato a perdere la verginità con Lily, ma alla fine i due non ce la fanno e lui perderà la verginità l'anno successivo con Brooke. Sua madre è lesbica mentre il padre lo abbandonò formando un'altra famiglia. È stato ammalato di cancro ed in ospedale ha fatto amicizia con Clarence, un fanatico religioso della sua stessa età, che morirà a Natale. Clarence, divenuto il suo angelo custode gli fa vedere come sarebbero miserabili le vite dei suoi amici se lui non fosse mai esistito. In ospedale ha scritto una lettera a Sam in cui le rivelava il suo amore, che causerà una rottura momentanea nella loro amicizia.
- Lily Esposito (stagioni 1-2), interpretata da Tamara Mello e doppiata da Federica De Bortoli.
Vegetariana, attivista e "missionaria", Lily è una ragazza che combatte con fermezza per le proprie convinzioni. La sua è una famiglia molto modesta. Nella prima stagione lavorerà in un fast food e cercherà di distribuire preservativi e di copulare con Harrison. In un momento di crisi rivela di aver tendenza omo, anche se in verità è probabilmente un riflesso dell'insicurezza sulla propria femminilità, infatti benché Lily sia una ragazza molto bella fatica a considerarsi attraente, ma supererà questa fase grazie a Josh, che sposerà. Il suo matrimonio avrà conseguenze catastrofiche.
- Carmen Ferrara (stagioni 1-2), interpretata da Sara Rue e doppiata da Micaela Incitti.
Ragazza che, nonostante i suoi problemi di peso, ha tentato di diventare cheerleader con successo (alla fine) ed è poi divenuta reginetta della scuola con l'aiuto di Miss Glass, la terribile insegnante di chimica, che vede lei stessa da adolescente in Carmen. Ha imparato a sapersi vestire e truccare ed ha avuto anche una relazione con Josh, rischiando di rimanere incinta. È un'ottima ballerina, ed è prendendo lezioni di tango che conoscerà Pablo, il suo attuale fidanzato. Sua madre ha problemi di alcolismo.

### Altri personaggi
- Jane McPherson (stagioni 1-2), interpretata da Lisa Darr e doppiata da Roberta Greganti.
- Mike McQueen (stagioni 1-2), interpretato da Scott Bryce e doppiato da Teo Bellia.
- Miss Bobbi Glass/Nurse Jessi Glass/Rock Glass/Uncle Tipton (stagioni 1-2), interpretata da Diane Delano e doppiata da Cinzia De Carolis.
- April Tuna (stagioni 1-2), interpretata da Adria Dawn.
- Emory Dick (stagioni 1-2), interpretato da Hank Harris.
- Preside Cecelia Hall (stagione 1), interpretata da Diana Bellamy e doppiata da Lorenza Biella.
- Vice preside Calvin Krupps (stagioni 1-2), interpretato da Robert Gant e doppiato da Francesco Prando.
- Exquisite Woo (stagioni 1-2), interpretata da Michelle Krusiec.
- Adam Rothschild-Ryan (stagione 1), interpretato da Wentworth Miller e doppiato da Nanni Baldini.
- George Austin (stagioni 1-2), interpretato da Anthony Montgomery e doppiato da Corrado Conforti.
- Cherry Cherry (stagioni 1-2), interpretata da Delta Burke e doppiata da Laura Boccanera.
- May Tuna (stagione 1), interpretata da Mandy Freund.
- Robin John (stagioni 1-2), interpretata da Alley Mills e doppiata da Antonella Giannini.
- Jean Ford (stagioni 1-2), interpretata da Dey Young e doppiata da Antonella Rinaldi.
- Signorina Ross (stagioni 1-2), interpretata da Arnetia Walker e doppiata da Silvia Pepitoni.
- Professor Wayne Vincent (stagione 1), interpretato da Darryl Theirse e doppiato da Stefano Mondini.
- Coach Peritti (stagione 1), interpretato da John Caponera e doppiato da Fabrizio Temperini.

## Produzione
Nel corso dei due anni, Popular ha riscosso un notevole successo di critica e pubblico, raccogliendo tantissimi premi, tra cui il premio come "Migliore nuovo telefilm della stagione 2000" ai Teen Choice Awards, show targato FOX, dove a premiare sono i ragazzi.
Lo show funzionò per due stagioni sulla The WB, dal 1999 al 2001. Benché avesse ottenuto ottimi ascolti grazie al pubblico giovanile della rete durante il primo anno (5 milioni di spettatori a settimana con uno share del 6%, un successo per un canale piccolo come la The WB), il rating crollò nella seconda stagione a 2 500 000 spettatori da una parte per via della programmazione ballerina e dall'altra in seguito allo spostamento della messa in onda dal mercoledì al venerdì sera, giorno in cui si ottengono gli ascolti più bassi su ogni network americano.
Inoltre, la seconda stagione conta un episodio in meno rispetto alla prima (21 episodi anziché i canonici 22): infatti, la The WB chiese a Ryan Murphy di non girare l'episodio 22 ed utilizzarlo come primo episodio della stagione 3. Nonostante la The WB avesse dato per certo il rinnovo della serie sia a Ryan Murphy sia ai fan (i promo per sponsorizzare l'episodio avevano la dicitura "Season Finale", cioè finale di stagione, non "Series Finale", cioè finale di serie), qualcosa andò storto agli Upfronts del maggio 2001 e lo show fu cancellato.